# Pavel Krejčí
Pavel Krejčí (* 4. Dezember 1944) ist ein ehemaliger tschechoslowakischer Radrennfahrer und nationaler Meister im Radsport.

## Sportliche Laufbahn
Krejčí wurde 1969 und 1970 nationaler Meister im Querfeldeinrennen vor Hynek Kubíček. 1968 war er Zweiter der Meisterschaft hinter Břetislav Souček und 1971 wurde er ebenfalls Vize-Meister.
Für die Tschechoslowakei startete er sechsmal bei den UCI-Weltmeisterschaften im Querfeldeinrennen. 1972 konnte er im heimischen Prag beim Sieg von Norbert Dedeckere den 7. Platz im Rennen erreichen. Dies war seine beste Platzierung bei einer Weltmeisterschaft.